# Перес, Хуан Пио
Хуан Пио Перес Бермон (исп. Juan Pío Pérez Bermón, 1798, Новая Испания — 1859, Мексика) — ранний исследователь литературы и языка майя. Родился, всю жизнь прожил и похоронен в Мериде на Юкатане. Родился в семье Грегорио Переса и Хуаны Бермон, учился в семинарии Сан-Ильдефонсо в родном городе, где получил солидную филологическую подготовку. Работал юристом, в 1848—1853 годах занимал пост алькальда в Мериде. Основным трудом своей жизни считал словарь языка майя, в который включил более 4000 лексических единиц. Его рукопись произвела впечатление на Джорджа Ллойда Стефенса, который увёз копию с неё в США, но словарь Переса был опубликован только в 1877 году. В качестве предисловия была опубликована биография Хуана Пио Переса, написанная уроженцем Юкатана Элихио Анкона. Прочие труды Переса не были опубликованы при жизни, они включали ряд заметок по истории и языку, и копии некоторых списков книг Чилам-Балам. Рукописи Переса отражают содержание некоторых документов майя колониальной эпохи, утраченные впоследствии. Его именем также именовали «Парижский кодекс» — одну из четырёх сохранившихся иероглифических рукописей майя, поскольку имя Пио Переса стояло на конверте, в которой она была доставлена в Парижскую национальную библиотеку.